# Стадіо Націонале ПНФ
«Стадіо Націонале ПНФ» (італ. Stadio Nazionale PNF) — колишній багатофункціональний стадіон в Римі, Італія, у минулому домашня арена футбольних клубів «Лаціо», «Рома» та збірної Італії з футболу.
Стадіон побудований та відкритий 1911 року. У 1934 році розширений. 1953 року закритий та знятий з експлуатації. У 1957 році демонтований.
Був місцем проведення Фіналу чемпіонату світу з футболу 1934 року.
Був розташований на Фламінієвій дорозі в Римі. Відомий як стадіон Національної фашистської партії.